# Naohisa Takato
Naohisa Takato (Japans: 高藤直寿, Takato Naohisa) (Shimotsuke, 30 mei 1993) is een Japans judoka. Takato is viervoudig wereldkampioen in het extra lichtgewicht. Hij won goud tijdens de wereldkampioenschappen van 2013, 2017, 2018 en 2022.
Tijdens de Olympische Zomerspelen van 2016 won Takato de bronzen medaille in het extra lichtgewicht. Hij won olympisch goud tijdens de Olympische Spelen van 2020 in Tokio.

## Resultaten

### Olympische Zomerspelen
| Editie | Plaats         | Resultaten         |
| ------ | -------------- | ------------------ |
| 2016   | Rio de Janeiro | extra lichtgewicht |
| 2021   | Tokio          | extra lichtgewicht |

### Wereldkampioenschappen
| Jaar | Plaats         | Resultaten            |
| ---- | -------------- | --------------------- |
| 2013 | Rio de Janeiro | extra lichtgewicht    |
| 2014 | Tsjeljabinsk   | extra lichtgewicht    |
| 2017 | Boedapest      | extra lichtgewicht    |
| 2018 | Bakoe          | extra lichtgewicht    |
| 2019 | Tokio          | 5e extra lichtgewicht |
| 2022 | Tasjkent       | extra lichtgewicht    |

1980: Thierry Rey ·
1984: Shinji Hosokawa ·
1988: Kim Jae-yup ·
1992: Nasim Gusseinov ·
1996: Tadahiro Nomura ·
2000: Tadahiro Nomura ·
2004: Tadahiro Nomura ·
2008: Choi Min-ho ·
2012: Arsen Galstjan ·
2016: Beslan Moedranov ·
2020: Naohisa Takato ·
2024: Yeldos Smetov